# Myiopharus fuliginipennis
Myiopharus fuliginipennis là một loài ruồi trong họ Tachinidae.